# یواس‌اس بوندیا (ای‌اف-۴۲)

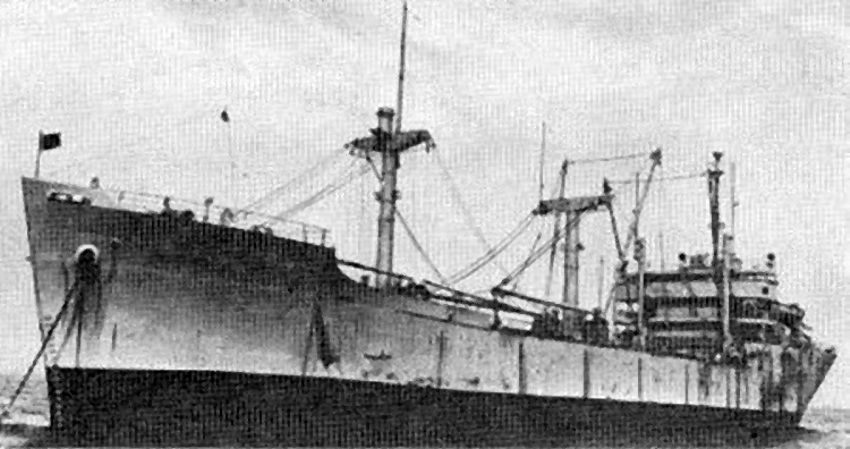
بوندیا در 18 سپتامبر 1944 در تگزاس، توسط کارخانه کشتی سازی پنسیلوانیا تحت یک قرارداد کمیسیون دریایی (MC Hull 2204) گذاشته شد. در 9 نوامبر 1944 راه اندازی شد

یواس‌اس بوندیا (ای‌اف-۴۲) (به انگلیسی: USS Bondia (AF-42)) یک کشتی بود که طول آن ۳۳۸ فوت (۱۰۳ متر) بود. این کشتی در سال ۱۹۴۴ ساخته شد.